# Ekateríni Thánou
Ekateríni Thánou (Grieks: Αικατερίνη Θάνου) (Athene, 1 februari 1975) is een atleet uit Griekenland.
Op de Olympische Zomerspelen in 1996 liep Thánou de 100 meter sprint.
In 1999 werd Thánou indoor-wereldkampioen op de 60 meter.
Op de Olympische Zomerspelen van Sydney in 2000 werd Thánou eerste in de uitslag, omdat winnares Marion Jones uit de uitslag werd geschrapt nadat ze bekend had dat ze doping had gebruikt. Thánou werd aanvankelijk tweede, en kreeg daarmee de zilveren medaille. Omdat Thánou enkele dopingtests miste, kreeg ze geen gouden medaille voor haar eerste plaats.
In 2002 werd Thánou Europees kampioene op de 100 meter sprint.
Thánou was geselecteerd voor de Olympische Spelen 2004 in eigen land, voor de opening sloeg zij op de vlucht voor dopingcontroleurs. Samen met Konstantinos Kenteris ensceneerde zij zelfs een motorongeluk. Uiteindelijk nam zij niet deel aan de spelen van 2004.
- World Athletics: 14280936